# Ella Thomas
Ella Thomas (Asmara, 15 de agosto de 1981) es una actriz, modelo y productora eritrea.

## Carrera
Thomas nació en Eritrea y se trasladó con su familia a Alemania cuando todavía era una niña. Allí realizó sus estudios y empezó a demostrar interés por la actuación y el modelaje.
Se trasladó a los Estados Unidos en la década de 2000 para realizar una carrera en los medios. En 2005 debutó en el cine en la película de Nick Vallelonga Choker. En 2009 logró cierta repercusión al interpretar el papel de Lisa en la película Surrogates, protagonizada por Bruce Willis. En 2016 encarnó a la dramaturga Lorraine Hansberry en el biopic de Cynthia Mort Nina.
Con una extensa lista de apariciones en televisión, ha figurado en producciones como Ugly Betty, Las Vegas, How I Met Your Mother, NCIS, Castle, All My Children y Supergirl.

## Filmografía

### Cine
| Año  | Título                      | Papel              | Notas |
| ---- | --------------------------- | ------------------ | ----- |
| 2005 | Choker                      | Godiva             |       |
| 2006 | All In                      | Mesera             |       |
| 2009 | Surrogates                  | Lisa               |       |
| 2010 | Napoleonic                  | Josephine Moliet   | Corto |
| 2014 | Borderclash                 | Celia Ricodonna    | Corto |
| 2015 | Daniel and the Lion's Den   | Ellen Robbins      | Corto |
| 2016 | Nina                        | Lorraine Hansberry |       |
| 2016 | A Boy Called Po             | Clarissa Evans     |       |
| 2017 | The Queen of Hollywood Blvd | Josie              |       |

### Televisión
| Año              | Título                          | Papel          | Notas                                                    |
| ---------------- | ------------------------------- | -------------- | -------------------------------------------------------- |
| 2006             | Shark                           |                | Episodio: "Dial M for Monica"                            |
| 2006             | 7th Heaven                      | Mujer etíope   | Episodio: "Christmas!"                                   |
| 2006             | Misconceptions                  | Actriz         | Episodio: "Bad Guy's Day Off"                            |
| 2007             | Ugly Betty                      |                | Episodio: "I'm Coming Out"                               |
| 2007             | Las Vegas                       | Julia Thomas   | Episodio: "Junk in the Trunk"                            |
| 2007             | How I Met Your Mother           |                | Episodio: "Moving Day"                                   |
| 2007             | Point of Entry                  | Monique        | Telefilme                                                |
| 2008             | NCIS                            | Heidi          | Episodio: "Recoil"                                       |
| 2008             | Don King Presents: Prizefighter | Tabetha        | Videojuego                                               |
| 2008             | Polizeiruf 110                  | Janina         | Episodio: "Rosis Baby"                                   |
| 2008             | Entourage                       | Viveca         | Episodio: "Gotta Look Up to Get Down"                    |
| 2009             | CSI: Miami                      | Nadine Alcott  | Episodio: "Sink or Swim"                                 |
| 2009             | The Storm                       | Anna Roberts   | Miniserie                                                |
| 2009             | CSI: NY                         | Deborah Meade  | Episodio: "Death House"                                  |
| 2010             | Parenthood                      | Lisa Genatasio | Episodio: "Namaste No More"                              |
| 2010             | Castle                          | Natasha Piper  | Episodio: "Overkill"                                     |
| 2011             | All My Children                 | Diana Holden   | Papel recurrente                                         |
| 2011–12, 2015–16 | NCIS: Los Angeles               | Jada Khaled    | Papel recurrente                                         |
| 2013             | Almost Human                    | Vanessa        | Episodio: "Skin"                                         |
| 2014             | Bones                           | Lyla Thomas    | Episodio: "The Drama in the Queen"                       |
| 2015             | Portrait of Love                | Julia Robbins  | Telefilme                                                |
| 2015             | Ballers                         | Kara Cooley    | Episodios: "Move the Chains", "Everything Is Everything" |
| 2016             | Mistresses                      | Jackie         | Papel recurrente                                         |
| 2016–17          | Ice                             | Lala Agabaria  | Papel recurrente                                         |
| 2017             | Me, Myself & I                  | Jasmine        | Episodio: "Pilot"                                        |
| 2017             | Ten Days in the Valley          | Isabel Knight  | Papel recurrente                                         |
| 2018             | Supergirl                       | Tormock        | Episodio: "Fort Rozz"                                    |
| 2019             | The Detour                      | Skye           | Episodio: "The Entertainer"                              |